# Frank Renzulli
Frank Renzulli (Boston, 21 februari 1958) is een Amerikaans acteur, filmproducent en scenarioschrijver.

## Carrière
Renzulli begon in 1984 als acteur in de film Broadway Danny Rose, waarna hij nog meerdere rollen speelde in films en televisieseries. 
Als filmproducent en scenarioschrijver was hij actief in de televisieserie The Sopranos; voor dit werk werd hij in 1999, 2000 en 2001 genomineerd voor een Daytime Emmy Award.  

## Filmografie

### Films
Uitgezonderd korte films.
- 2020 The Comeback Trail - als gangster 2
- 2019 The Poison Rose - als Richard Gregory
- 2010 The Fighter - als Sal Lanano
- 1994 Confessions of a Hitman - als Vinnie
- 1994 My Father the Hero - als Fred
- 1991 Wild Hearts Can't Be Broken - als mr. Slater
- 1989 Warlock - als taxichauffeur
- 1987 The Hidden - als Michael Buckley
- 1985 The Last Dragon - als gangster
- 1984 Broadway Danny Rose - als Joe Rispoli

### Televisieseries
Uitgezonderd eenmalige gastrollen.
- 2011 Harry's Law - als Vinnie Delgato - 5 afl.
- 1997 The Practice - als Kenny Tripp - 2 afl.
- 1994-1995 Duckman - als stem - 4 afl.

### Filmproducent
- 2021 Black Mafia Family - televisieserie - 8 afl.
- 2008-2009 Crash - televisieserie - 13 afl.
- 2006 Heist - televisieserie - 2 afl.
- 2003-2004 10-8: Officers on Duty - televisieserie - 14 afl.
- 2002-2003 Hack - televisieserie - 21 afl.
- 2000 Russo - film
- 2000 The Cactus Kid - film
- 2000 That's Life - televisieserie - 3 afl.
- 1999-2000 The Sopranos - televisieserie - 25 afl.
- 1995-1996 Charlie Grace - televisieserie - 8 afl.
- 1995 The Great Defender - televisieserie - ? afl.
- 1991 Pros and Cons - televisieserie - 6 afl.

### Scenarioschrijver
- 2021 Black Mafia Family - televisieserie - 1 afl.
- 2012 The Walking Dead - televisieserie - 1 afl.
- 2008-2009 Crash - televisieserie - 3 afl.
- 1998-2004 The Practice - televisieserie - 2 afl.
- 2003 10-8: Officers on Duty - televisieserie - 4 afl.
- 2002 Hack - televisieserie - 1 afl.
- 1999-2001 The Sopranos - televisieserie - 9 afl.
- 2000 Russo - film
- 2000 The Cactus Kid - film
- 1998 That's Life - televisieserie - ? afl.
- 1995 Charlie Grace - televisieserie - 1 afl.
- 1995 The Great Defender - televisieserie - 2 afl.
- 1992 The Wonder Years - televisieserie - 1 afl.
- 1991 Pros and Cons - televisieserie - 1 afl.
- 1990 Maverick Square - film

- International Standard Name Identifier: 0000 0001 1163 3557
- Library of Congress Control Number: no2013092887
- Nationale Bibliotheek van Israël: 987007390852305171
- Virtual International Authority File: 162357518
- WorldCat: E39PBJjxqM3BBMFQBkkmF8XmVC